# Río Omaruru
El río Omaruru es un río importante que atraviesa la región de Erongo, en la parte occidental central de Namibia, de este a oeste. Nace en las montañas Etjo, cruza la ciudad de Omaruru y el pueblo de Okombahe y desemboca en mar unos pocos kilómetros al norte de Henties Bay. Los afluentes del Huab son los ríos Otjimakuru, Goab, Spitzkop, Leeu y Okandjou.
El Omaruru es un río efímero con una escorrentía media de unos 40 millones de metros cúbicos al año. Sus paleocanales, remanentes de un río inactivo o canal de corriente que ha sido llenado o enterrado por sedimentos más jóvenes, forman un  delta subterráneo del desierto de Namib. Su zona de captación, incluidos sus afluentes,  se estima entre 11 579 y 13 100 kilómetros cuadrados.